# Ангстталер
Ангстталер (нем. Angsttaler, от нем. Angst — страх) — народное название двух монет талерового типа 1848 года, отчеканенных в великом герцогстве Мекленбург-Шверине и королевстве Ганновер. Их особенностью являлось отсутствие букв «V. G. G.» (сокр. нем. «Von Gottes Gnaden» — «Божьей милостью») в круговой надписи на аверсе монеты. В народе данный факт был истолкован как отказ испуганных революционными событиями правителей от идеи, что их власть имеет божественное происхождение.
В нумизматической литературе подчёркивают, что соответствующие буквы в титуле монарха отсутствовали и на некоторых монетах Мекленбург-Шверина более ранних выпусков. Соответственно, народное толкование могло быть ошибочным.
К ангстталерам относят монеты Ганновера. Следует отметить, что все монеты номиналом в 10, 5, 2½ и 1 талер, а также 2⁄3, 1⁄6 и 1⁄12 талера, отчеканенные во время правления Эрнста Августа до начала революционных событий 1848 года, содержат монограмму «V. G. G.», в то время как на более поздних выпусках она отсутствует. При его преемнике Георге V (1851—1866) на монетах вновь появляется «V. G. G.». Также элемент круговой надписи, подчёркивающий божественное происхождение власти монарха, появляется на талере Мекленбург-Шверина, отчеканенном после окончания угрожавших власти великого герцога событий.
Изменения внешнего вида не коснулись весовых характеристик. Монеты чеканили по стандартам, заложенным в 1838 году Дрезденской монетной конвенцией, согласно которой из одной кёльнской марки (233,855 г) чистого серебра чеканили 14 талеров. Каждая монета содержала 22,272 г серебра 750-й пробы.